# Каланчак (село)
Каланча́к — село Саф'янівської сільської громади в Ізмаїльському районі Одеської області України. Населення становить 1208 осіб.

## Географія
Село розташоване в історичному районі Буджака на північ від Ізмаїла та Лощинівки і північному заході від Кам'янки.

## Історія
Село було засновано українцями, а в 1830 році в ньому оселилися болгарські поселенці з села Ізворско.
14 листопада 1945 року Указом Президії ВР УРСР «Про збереження історичних найменувань та уточнення і впорядкування існуючих назв сільрад і населених пунктів Ізмаїльської області»:  село Дермендери перейменували на село Каланчак і Дермендерську сільраду — Каланчакська.
29 січня 2015 року в селі невідомі завалили пам'ятник Леніну.
12 червня 2020 року, відповідно до Розпорядження Кабінету Міністрів України від № 724-р «Про визначення адміністративних центрів та затвердження територій територіальних громад Одеської області», увійшло до складу Саф'янівської сільської територіальної громади.
19 липня 2020 року, в результаті адміністративно-територіальної реформи і ліквідації Ізмаїльського (1940  – 2020) району, село увійшло до складу новоутвореного Ізмаїльського району.

## Населення
Згідно з переписом 1989 року населення села становило 1293 особи, з яких 630 чоловіків та 663 жінки.
За переписом населення 2001 року в селі мешкало 1208 осіб.
Населення села становить 1208 осіб (2001 р.). Щільність — 536,89 осіб/км². Більшість жителів є болгарами за походженням.
| Рік  | Кількість осіб |
| ---- | -------------- |
| 1930 | 1472           |
| 1940 | 2026           |
| 2001 | 1208           |

### Мова
Розподіл населення за рідною мовою за даними перепису 2001 року:
| Мова       | Відсоток |
| ---------- | -------- |
| болгарська | 74,83 %  |
| російська  | 22,43 %  |
| українська | 2,48 %   |
| румунська  | 0,17 %   |

## Відомі люди
Уродженцями села є:
- Михаїл Греков — болгарський революціонер і публіцист.